# Рошкув (Великопольське воєводство)
Рошкув (пол. Roszków, нім. Roschkow) — село в Польщі, у гміні Яроцин Яроцинського повіту Великопольського воєводства.
Населення — 746 осіб (2011).
У 1975-1998 роках село належало до Каліського воєводства.

## Демографія
Демографічна структура станом на 31 березня 2011 року:
|          | Загалом | Допрацездатний вік | Працездатний вік | Постпрацездатний вік |
| -------- | ------- | ------------------ | ---------------- | -------------------- |
| Чоловіки | 381     | 88                 | 270              | 23                   |
| Жінки    | 365     | 94                 | 208              | 63                   |
| Разом    | 746     | 182                | 478              | 86                   |